# Hugo Henneberg

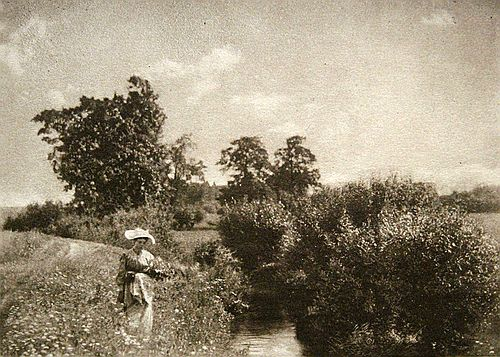
Im Hochsommer

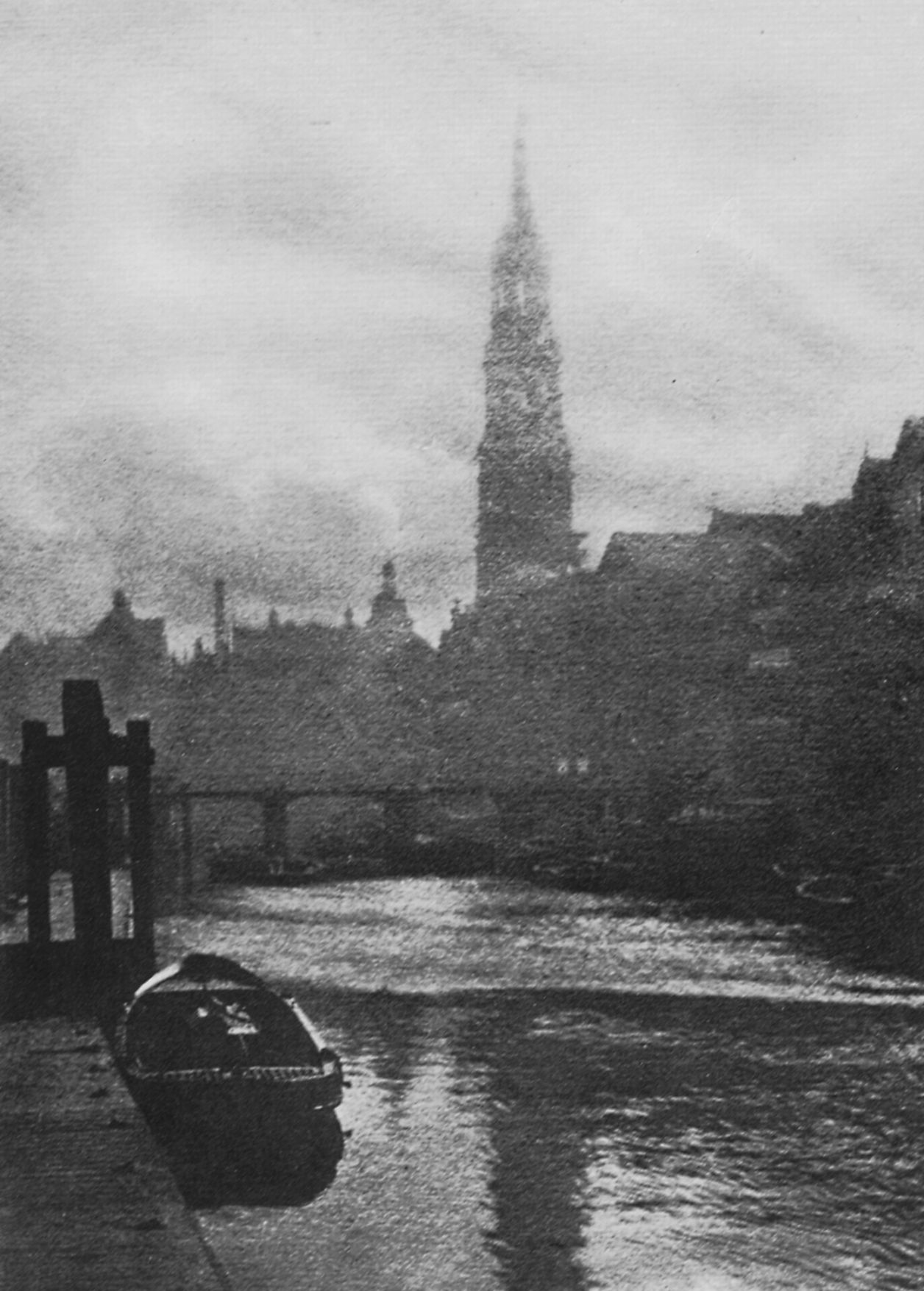
Katharinenfleet

Hugo Henneberg (* 27. Juli 1863 in Wien; † 11. Juli 1918 ebenda) war österreichischer Naturwissenschaftler, Grafiker und Kunstfotograf der piktorialistischen Strömung. Zusammen mit den befreundeten Fotografen Hans Watzek und Heinrich Kühn arbeitete er unter dem Namen Trifolium (lateinisch für Klee, Dreiblatt) zusammen und entwickelte den dreifarbigen Gummidruck.

## Leben
Henneberg besuchte ab seinem zwölften Lebensjahr das Salzmann'sche Erziehungsinstitut in Schnepfenthal/Thüringen und später das Gymnasium in Wien. Zum Studium zog es ihn zurück nach Deutschland. Er studierte Physik, Chemie, Astronomie und Mathematik in Jena und  promovierte 1888 in Physik.
Nach dem Studium reiste Henneberg für einige Monate in die USA. Während dieses Aufenthaltes ergab sich die Bekanntschaft mit dem New Yorker Fotografen und Kunstmäzenen Alfred Stieglitz, woraufhin von 1890 bis 1909 eine briefliche Korrespondenz zwischen den beiden entstand.
Henneberg setzte sich um die Jahrhundertwende intensiv mit den kunsttheoretischen Bestrebungen und Ausstellungen der Münchner und Wiener Secession auseinander. Seine Kontakte und Freundschaften reichten weit in diese Künstlerkreise hinein. So porträtierte etwa Gustav Klimt Hennebergs Ehefrau Marie in seinem Bildnis Marie Henneberg (1901/1902), welches erstmals zusammen mit Gummidrucken von Henneberg und Kühn auf der Ausstellung der Wiener Seccession 1902 zu sehen war. Außerdem wurden die Villa Henneberg auf der Hohen Warte, die das Ehepaar Henneberg 1902 bezog, von Josef Hoffmann entworfen, der in diesem Wiener Villenviertel auch die Häuser des Malers Carl Moll und des Kunstsammlers Victor Spitzer entworfen hatte. Gemeinsam mit Klimt und Moll unternahm das Ehepaar Henneberg 1899 auch eine Reise nach Venedig, auf der Henneberg einige bekannte Aufnahmen machte.

## Werk

### Hinwendung zur Fotografie
Henneberg hatte schon früh eine Kamera besessen und sich bereits während seiner Studienzeit, genauer ab 1887, als Amateurfotograf betätigt. Obwohl er sich nach dem Studium zunächst weiter mit elektrotechnischen Studien beschäftigte, zeichnet sich mit seinen Reisen nach Griechenland und Ägypten 1890 eine zunehmende Tendenz zur Fotografie ab. Spätestens 1891, mit seinem Beitritt zum Club der Amateur-Photographen in Wien, wandte er sich ganz der Fotografie und ihrer technischen Weiterentwicklung zu.

### Das Wiener Trifolium und die ersten Ausstellungen
Bei der Ausstellung der Amateur-Photographen 1893 in Salzburg hatte Henneberg erstmals Gelegenheit, seine Werke auszustellen. Vermutlich begann im Rahmen dieser Ausstellung auch seine künstlerische Zusammenarbeit mit Hans Watzek, mit dem er seit seinem Beitritt zum Wiener Camera-Klub bekannt war. Zu den beiden fand wenig später Heinrich Kühn – auch ihn kannten beide seit 1894 aus dem Camera-Klub – und gemeinsam schlossen sie sich zur Arbeitsgemeinschaft Trifolium zusammen. Ab 1897 signierten sie ihre Bilder mit einem stilisierten Kleeblatt und ihren Initialen.  Im selben Jahr unternahm das Gespann eine Reise an den Bodensee. Von diesem Besuch sind Bilder erhalten, die die dreifache Variation eines Motives zeigen: Alle drei fotografierten eng beieinanderstehende Pappeln in einer freien Ebene. Die Lösung des Themas unterscheidet sich signifikant und zeigt die unterschiedlichen Bildfindungen. Während Kühn einen querformatigen Bildausschnitt wählt und das Motiv in extreme Unschärfe setzt, die den Bildraum nahezu verflächigt, sind Watzeks und Hennebergs Werke hochformatig und räumlicher angelegt. Henneberg richtet das Format auf den vertikalen Verlauf der Pappeln aus und verschiebt den Horizont weit nach oben.
Das Trio unternahm zwischen 1895 und 1903 weitere gemeinsame Reisen nach Deutschland, Italien und Holland und stellte dabei in verschiedenen Amateurvereinigungen aus.
Die erste große Ausstellung von internationaler Bedeutung des Trifoliums war die von Fritz Matthies-Masuren geplante 1. Internationale Elite-Ausstellung künstlerischer Photographie, die 1898 in den Räumen der Münchner Seccession stattfand und bei der das Trio den größten Werkanteil stellte. Alfred Buschbeck schrieb zu Hennebergs Stellung innerhalb des Kleeblatt: „Er ist unstreitig in dem Trifolium derjenige, der das am feinsten wiederzugeben vermag, was man im künstlerischen Sinne Ton oder Stimmung nennt. Seine stille, unerhört bescheidene, ja fast schüchterne Art hat es mit sich gebracht, daß er im Camera-Club nur warme Freunde zählt […]. Es ist erstaunlich, wie selbst die heftigsten Gegner der modernen Richtung in der Photographie, auch ohne ihn zu kennen, fast niemals seine Werke zum Zielpunkte ihres Hohnes machten, den sie mit umso größerer Vorliebe auf seine beiden Kollegen und besonders auf Kühn auszugießen pflegen. Ihm selbst hat diese Sonderstellung oft […] Zweifel an dem Werthe seiner Arbeiten hervorgerufen, haben wir ihn doch selbst einmal […] ausrufen hören: ‚Es muss etwas an meinen Bildern nicht richtig sein, wenn Einer in einem Satz Kühn tadeln und mich loben kann!‘“

### Der Gummidruck als fotografischer Werkfokus
Spätestens mit der Aufnahme in die britische Kunstfotografenvereinigung The Linked Ring 1894 wurde Henneberg auch mit den internationalen Spielarten der Kunstfotografie vertraut. Außerdem wurde  ihm durch seine Mitgliedschaft auch die Teilnahme an internationalen Ausstellungen einfacher. 1895 erwarb Henneberg auf der Third Exhibition of the Photographic Salon in London, an der er selbst teilnahm, den Gummidruck Rouen von Robert Demachy. Fasziniert von dessen Technik erbat er sich Hilfe von Demachy, welcher ihm brieflich das Verfahren erläuterte.  Daraufhin versuchte sich Henneberg selbst an der Technik des Gummidrucks und führte ihn als bildnerisches Mittel in seinen Wiener Fotografenkreis ein.
Fortan wurde der Gummidruck zu Hennebergs favorisiertem Bildgebungsverfahren. Sein meist bearbeitetes Sujet wurde die Landschaft. 1902 gelang es Henneberg, den ersten dreifarbigen Kombinationsgummidruck herzustellen, dessen Entwicklung auf dem zweifarbigen Verfahren von Watzek beruhte. Im selben Jahr wurde diese photographische Neuheit bei der oben erwähnten Ausstellung der Wiener Seccession erstmals einem breiten Publikum gezeigt.
Stieglitz wählte Henneberg früh, im Jahr 1897, als Repräsentanten der österreichischen Kunstfotografie aus und veröffentlichte mehrere Arbeiten Hennebergs in seiner Zeitschrift Camera Notes.

### Veröffentlichungen und Entwicklungen
Henneberg war im Umfeld der Kunstfotografie auch publizistisch tätig und veröffentlichte zahlreiche Aufsätze und Artikel in verschiedenen Zeitschriften. Er übersetzte zudem Beiträge fremdsprachiger Fotografen, wie beispielsweise Henry Peach Robinsons Aufsatz Individualität für die Wiener Photographischen Blätter. Ab 1903 arbeitete er aktiv bei der Jugendstil-Zeitschrift Ver Sacrum mit.
Des Weiteren beschäftigte Henneberg sich intensiv mit Kamera- und Drucktechniken und entwickelte gemeinsam mit Kühn und Watzek den Gummidruck kontinuierlich weiter. Ziel war es, die Tonwerte im Bild genau kontrollieren zu können. Henneberg plädierte in diesem Punkt, im Gegensatz zu seinen Freunden, auch für den Einsatz von Retusche um Lichter, Mitteltöne und dunkle Töne in ein bildgerechtes Verhältnis zu bringen. Außerdem entwickelte er mit dem Kombinationsgummidruck auch eine weitere Möglichkeit, Details aus verschiedenen Bildern in einem Bild zu kombinieren (z. B. Einkopieren von Wolken). 1896 oder vorher konstruierte er eine Kamera für Landschaftsaufnahmen im Format 40 × 60 cm.

### Spätwerk: Malerei und Radierung
Mit dem Tod von Watzek 1904 löste sich das Trifolium auf. Henneberg, der bereits in den Jahren zuvor begonnen hatte, sich mit der Malerei zu beschäftigen, wandte sich nun ganz der klassischen Bildenden Kunst zu, weil er „die Photographie als zu schwierig angesehen hatte“. Sein thematischer Schwerpunkt blieb weiterhin die Landschaft. 1910 fertigte er die große Wachau-Mappe mit Drucken, die während seiner Reise nach Niederösterreich entstanden waren.